# Directorio Estudiantil Universitario
El Directorio Estudiantil Universitario (DEU) fue fundado en 1927 por estudiantes de la Universidad de La Habana contra la prolongación en el poder del Presidente Gerardo Machado que pretendía reformar la Constitución para prolongar su término presidencial dos años más, así como promover su reelección a un término adicional de seis años. En el período entre los intentos de impulsar dicha reforma y su adopción final por la corrupta Asamblea Constitucional, se formó una fuerte oposición compuesta de estudiantes universitarios contra el "Machadato" (Machado + mandato).
El "DEU" llevó a cabo varias protestas contra el régimen de Machado y posteriormente constituyó el principal frente político del Gobierno de los Cien Días liderado por Ramón Grau San Martín. El grupo se autodisolvió el 6 de noviembre de 1933.

## Trasfondo
El activismo estudiantil floreció en la década de 1920. Entre 1922 y 1923, los estudiantes formaron una organización llamada Federación Estudiantil Universitaria (FEU) la cual se encargó de hacer exigencias políticas y estudiantiles, tomando además una posición contraria al Imperialismo estadounidense. Tras la elección de Machado en 1924 se revirtieron algunas de las concesiones al poder estudiantil y la FEU fue prohibida. El Directorio Estudiantil se formó en dicho contexto como una asamblea de los líderes de las organizaciones atléticas y culturales existentes.

## Oposición a Machado
Algunos de los líderes originales fueron expulsados de la Universidad, pero surgieron otros nuevos y el grupo se convirtió en vanguardia de la oposición contra Machado. El asesinato del exlíder de la FEU Julio Antonio Mella en 1929, en su exilio en México, exacerbó aún más las tensiones con Machado, las cuales se incrementaron todavía más cuando este anunció la extensión de su mandato. El manifiesto estudiantil llamó a Machado "una bestia humana, un Nerón o un Calígula."

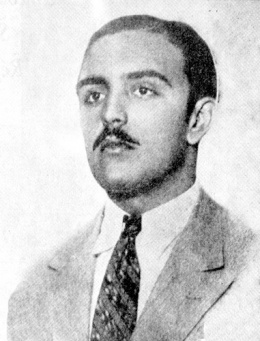
Rafael Trejo González se convirtió en un mártir del movimiento estudiantil de la época.

Los enfrentamientos entre el gobierno y la oposición comenzaron a hacerse violentos en 1930. El DEU planeó interrumpir la ceremonia de apertura en la Universidad pero fueron delatados por un informante de la policía infiltrado en sus filas, dando al traste con el plan. El 30 de septiembre de 1930, día en que estaba programado el inicio de las clases, la policía se apostó en la universidad, y los estudiantes iniciaron una marcha en las afueras del edificio. Algunos fueron arrestados y otros sufrieron heridas, mientras que el estudiante Rafael Trejo González murió en el hospital producto de sus heridas.
La protesta y la muerte de Trejo colocó a los estudiantes al frente de la escena política nacional. El gobierno los acusó de ser unos comunistas subversivos, cosa que quizás algunos de ellos sí eran, pero no todos, y anunció sus intenciones de castigarlos sin vacilación. Grupos de la sociedad civil, políticos, editorialistas, y otros expresaron su apoyo a los estudiantes. El 29 de octubre, los estudiantes publicaron un programa político llamando a la transformación de la Universidad de La Habana y de la sociedad cubana en general. Sus demandas incluían una investigación de los eventos del 30 de septiembre, la renuncia del secretario de educación Octavio Averhoff y Play del rector de la Universidad Dr. Ricardo Martínez Pietro, la desmilitarización de los centros educacionales, rehabilitación de los estudiantes expulsados en 1927, y la instauración de la autonomía universitaria.
En noviembre, todas las escuelas fueron clausuradas, se suprimió oficialmente la libertad de expresión, y el ejército comenzó a patrullar las calles. El gobierno contestó así a la petición de autonomía universitaria y la renuncia del Rector Martínez Pietro. Sin embargo, luego de que los estudiantes exigieran la renuncia de Machado, el gobierno ordenó el arresto de todos los miembros del DEU, el 4 de enero de 1931. Pasaron la mayor parte de su tiempo en prisión leyendo y discutiendo sobre política. Para cuando fueron liberados en marzo, algunos de los estudiantes más radicales habían formado un nuevo grupo llamado Ala Izquierda Estudiantil. Mientras que el Ala Izquierad tomó una posición política de izquierda, con la esperanza de formar una alianza con el campesinado y el proletariado, el DEU se enfocó menos en las divisiones de clases, y más en los abusos de Machado y las injusticias del imperialismo estadounidense bajo los efectos de la Enmienda Platt.
Las escuelas permanecieron cerradas durante tres años, mientras que los estudiantes adaptaron sus tácticas, provocando protestas instantáneas llamadas tánganas. El grupo también evolucionó ideológicamente, influenciado por autores como José Ingenieros, José Enrique Rodó, José Vasconcelos, José Marti, Enrique José Varona, Giner de los Ríos, Miguel de Unamuno, y José Ortega y Gasset. La situación política internacional también influenció al grupo, especialmente el New Deal en los Estados Unidos y los movimientos comunista y fascista en Europa, incluyendo la influencia proveniente de la Segunda República Española.

## Revolución de 1933
La lucha contra Machado continuó, junto a otros grupos, que incluían el ABC y el Partido Comunista de Cuba, a veces mezclándose o cooperando con los estudiantes. El punto de no retorno llegó en mayo de 1933, cuando el nuevo embajador estadounidense Sumner Welles fue invitado a mediar entre algunos grupos de la oposición y el régimen de Machado. El Directorio se negó a participar en la mediación, mientras que el ABC y algunos grupos más pequeños aceptaron la invitación.
Tras el reemplazo del Gobierno de Machado por una coalición apoyada por EE. UU., incluyendo el ABC, y encabezado por Carlos Manuel de Céspedes y Quesada, el 13 de agosto de 1933, Welles expresó su sorpresa y frustración al ver a los estudiantes y trabajadores inundando las calles para tomar el control del país: "Están tomando la actitud de una revolución triunfante que ha desplazado al Gobierno en el poder y que se encuentran consecuentemente encargados de dictar las políticas del Gobierno".
Los estudiantes promulgaron otra declaración de su plataforma el 24 de agosto, llamando a una reforma agraria, la nacionalización del azúcar y la minería, la creación un sistema nacional bancario, la reforma de la deuda extranjera, y una reforma de los impuestos, así como la abolición de la Enmienda Platt y el otorgamiento de autonomía para la Universidad de La Habana. Reclamaban un gobierno escogido por el Directorio y la disolución de todos los grupos implicados en el Machadato. Todos los ciudadanos, incluyendo las mujeres, tendrían derecho a votar desde los 18 años.
El 4 de septiembre de 1933, cuando los sargentos y soldados tomaron exitosamente el Cuartel de Columbia, los líderes estudiantiles se reunieron con los golpistas y llegaron al acuerdo de formar un nuevo gobierno. Formaron un gobierno provisional de cinco miembros, conocido como la Pentarquía, la cual incluía a dos profesores universitarios.
Después de cinco días, la Pentarquía le dio el liderazgo a uno de sus miembros, el Profesor Ramón Grau San Martín. El Directorio tuvo que intervenir para detener la selección de Gustavo Cuervo Rubio, un aliado del conservador Mario García Menocal. Eligieron unilateralmente a Grau y su gabinete, el cual incluía al prominente revolucionario Dr. Antonio Guiteras Holmes.
El "Gobierno de los Cien Días", que vino después, promulgó numerosos decretos reformistas. EE. UU. se negó a reconocer la legitimidad de dicho gobierno. Internamente, las diferencias ideológicas entre los estudiantes y los militares pronto se hicieron visibles. El descubrimiento de un plan de Batista para tomar el poder, llevó a un intento fallido de asesinarlo el 3 de noviembre, forzando al Directorio a confrontar la decisión de continuare trabajando junto a Batista. Incapaz de tomar una decisión, el Directorio se autodisolvió el 6 de noviembre de 1933.
En enero, los militares, liderados por Fulgencio Batista, depusieron a Grau e instalaron un nuevo gobierno, que fue reconocido inmediatamente por EE. UU.

## Miembros prominentes
Los miembros prominentes del Directorio fueron: Carlos Prío Socarras, Pablo de la Torriente Brau, Salvador Vilaseca Forné, José Lezama Lima, Justo Carrillo, Guillermo Barrientos Schweyer, Pepelín Leyva, Juan Marinello, Aureliano Sánchez Arango, Raúl Roa Garcia, Antonio Díaz Baldaquín, Eduardo Chibás, y Rafael Trejo González.
Dichos estudiantes eran jóvenes mayormente de clase media. Se les conoce como la "Generación de 1930" y ganaron respeto al ser reconocidos como reformadores idealistas.

### Fuente
- Aguilar, Luis E. (1972). Cuba 1933: Prologue to Revolution. Cornell University Press. ISBN 0-8014-0660-9.

- Carrillo, Justo. (1994). Cuba 1933: Students, Yankees, and Soldiers. New Brunswick & London: Transaction Publishers.

ISBN 1-56000-690-0. English version of Cuba 1933: estudiantes, yanquis y soldados (1985), Institute of Interamerican Studies, University of Miami, ISBN 0935501-00-2.
- Suchlicki, Jaime (1968). Stirrings of Cuban Nationalism: The Student Generation of 1930. Journal of Inter-American Studies 10(3), July 1968. JSTOR.

- Datos: Q19892331